# Charles Pontus

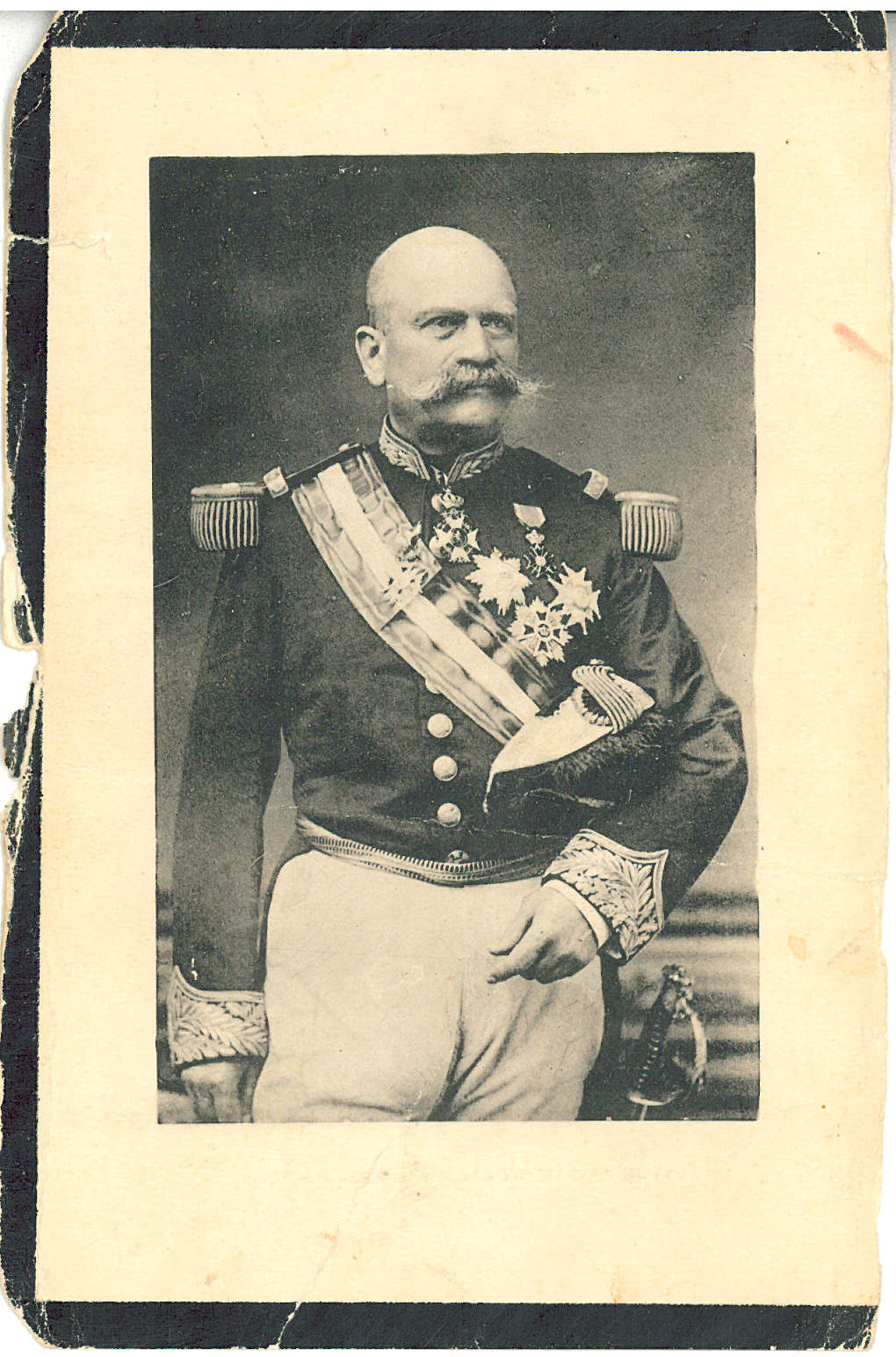
Charles Pontus (1829–1907), Kriegsminister

Charles Pontus (* 16. März 1829 in Ath; † 1. März 1907 in Brüssel) war königlich-belgischer Generalleutnant und parteiloser Kriegsminister.
Er war der Sohn des Offiziers François Joseph Pontus und dessen Ehefrau Adelaïde Regnard.
Im Jahr 1850 wurde er Unterleutnant der Infanterie und hatte aber ab 1866 fast keine Feldverwendung mehr.
Zuerst arbeitete er als Schriftführer einer Kommission zur Ausarbeitung eines Exerzier-Reglements für die Infanterie. Dann wurde er nach Frankreich geschickt. Anschließend kam er in das Kabinett des Kriegsministers General Renard, dort war er sehr erfolgreich im Bereich Infanterie-Taktik. So wurde er dann auch in das Kabinett des Nachfolgers Generals Guillaume übernommen. Dort war er 1870 als Stabsoffizier mit der Betreuung französischer Offiziere beauftragt, die in Folge des Deutsch-Französischen Krieges nach Belgien gekommen waren. Nach dem Krieg kam er zur Kommission zur Verbesserung der Landesverteidigung im Allgemeinen. Im Jahr 1875 wurde er Direktor der Abteilung für die persönlichen Angelegenheiten im Kriegsministerium. Außerdem wurde er vom Minister Thiébault zur Überarbeitung des Exerzier-Reglements für die Infanterie herangezogen. 1880 wurde er dann zum Oberst befördert und 1883 wurde er Kommandeur der Infanterie-Brigade in Brüssel. Er blieb nur kurz in dieser Feldverwendung, denn das Kabinett Malou II holte ihn 1884 als Kriegsminister zurück. Er behielt seinen Posten auch im folgenden Kabinett Beernaert.
In seiner Zeit als Minister konnte er viele Fortschritte erreichen. So erhielt er 1889 die Mittel, die Armee auf 130.000 Mann aufzustocken. Außerdem bekam er 71.000.000 Francs für die Errichtung der Maas-Befestigungen bewilligt, damit wurden auch die Befestigung von Antwerpen erneuert. Viele Gelder gingen dabei an die heimische Wirtschaft. Daneben modernisierte er die Organisation und die Verhältnisse im inneren Dienst.
1893 schied er aus dem Dienst aus und wurde vom König zum Generalleutnant und Generalinspekteur der Bürgergarden ernannt.